# Borys (Dobrew)
Borys, imię świeckie Wasił Iwanow Dobrew (ur. 10 marca 1953 w Ruse) – bułgarski biskup prawosławny.
Edukację teologiczną uzyskał w seminarium duchownym w Sofii, a następnie w Sofijskiej Akademii Duchownej. W latach 1983–1998 był wykładowcą seminarium sofijskiego. Wieczyste śluby mnisze złożył w monasterze Świętych Piotra i Pawła w Złatarze 30 października 1989. 9 listopada tego samego roku został wyświęcony na hierodiakona w cerkwi św. Michała Archanioła w Presławiu, zaś 24 grudnia 1989 przyjął święcenia kapłańskie w cerkwi św. Mikołaja w Warnie. W 1994 otrzymał godność archimandryty.
Pracę duszpasterską prowadził we wsiach Belisz i Kalejca, w metropolii łoweckiej. W 1991, na mocy decyzji Świętego Synodu Bułgarskiego Kościoła Prawosławnego, został przedstawicielem Patriarchatu Bułgarii przy Patriarchatu Moskiewskiego. Po dziesięciu latach wrócił do Bułgarii i został głównym sekretarzem Świętego Synodu Bułgarskiego Kościoła Prawosławnego oraz proboszczem parafii przy patriarszym soborze św. Aleksandra Newskiego w Sofii. W 2004 został przełożonym monasteru Zaśnięcia Matki Bożej w Baczkowie.
27 lutego 2008 otrzymał nominację na biskupa agatonijskiego, zaś 22 marca tego samego roku został wyświęcony w cerkwi monasteru w Baczkowie.
W listopadzie 2013 został wybrany na metropolitę warneńskiego i wielkopresławskiego, pokonując jednym głosem biskupa prowackiego Ignacego. Wybory zostały oprotestowane przez wiernych, a elektorom zarzucono przekupstwo. Osoba biskupa Borysa była przedmiotem szczególnej krytyki ze strony uczestników protestów, wśród których byli szanowani biali duchowni. Wybory zostały ostatecznie jednogłośnie unieważnione przez Święty Synod Bułgarskiego Kościoła Prawosławnego. Chociaż biskup Borys pozostał na liście kandydatów, 22 grudnia 2012 w głosowaniu Święty Synod Bułgarskiego Kościoła Prawosławnego wybrał na metropolitę warneńskiego biskupa znepolskiego Jana.
19 lutego 2014 Synod Bułgarskiej Cerkwi Prawosławnej zezwolił na wszczęcie przeciwko niemu dochodzenia przed sądem cerkiewnym i w ten sam dzień pozbawił urzędu przełożonego klasztoru w Baczkowie. Biskup Borys przebywał początkowo w Monasterze Rylskim, następnie nakazano mu zamieszkanie w jednym z klasztorów eparchii wielkotyrnowskiej. Wśród stawianych mu zarzutów jest łamanie ślubów czystości. W związku z prowadzonym postępowaniem duchowny został suspendowany i przeniesiony w stan spoczynku.